# Phelsuma cepediana
Il geco dalla coda blu (Phelsuma cepediana (Milbert, 1812)) è un piccolo sauro della famiglia Gekkonidae, endemico delle isole Mascarene.

## Distribuzione e habitat
La specie è presente nelle isole di Mauritius e Rodrigues. In passato è stata segnalata sulla costa orientale del Madagascar, ove è stata probabilmente introdotta, ma non ci sono segnalazioni recenti.